# Charley et l'Ange
Pour plus de détails, voir Fiche technique et Distribution.
Charley et l'Ange (Charley and the Angel) est un film américain réalisé par Vincent McEveety et sorti en 1973. Il est adapté du roman The Golden Evenings of Summer de Will Stanton.

## Synopsis
En 1933 dans une petite ville du Midwest, Charley et sa femme Nettie Appleby sont assis sous leur porche, évoquant la situation difficile de la boutique de Charley, quand une étoile filante traverse le ciel. Le couple et leur fils Willie font chacun un vœu. Le lendemain, Charley a un accident de voiture avec un camion, reprend conscience et découvre un ange.

## Fiche technique
- Titre : Charley et l'Ange
- Titre original : Charley and the Angel

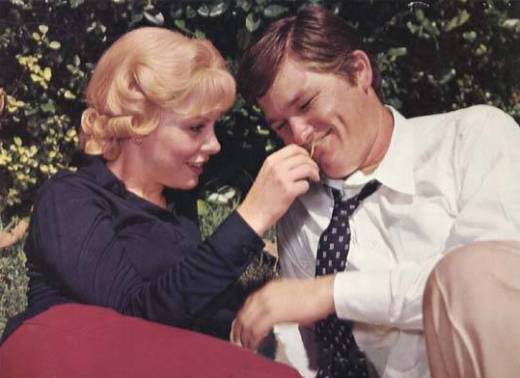
Kurt Russell et Kathleen Cody durant le tournage

- Réalisation : Vincent McEveety assisté de Ronald R. Grow et Christopher Hibler (seconde équipe)
- Scénario : Roswell Rogers d'après The Golden Evenings of Summer de Will Stanton
- Photographie : Charles F. Wheeler
- Montage : Bob Bring, Ray de Leuw
- Direction artistique : John B. Mansbridge, Al Roelofs
- Animation du générique : Jack Boyd et John L. Jensen
- Décors : Frank R. McKelvy
- Costumes : Shelby Tatum (superviseur), Chuck Keehne, Emily Sundby
- Maquillage : Robert J. Schiffer
- Coiffure : La Rue Matheron
- Technicien du son : Herb Taylor (superviseur), George Ronconi (mixeur)
- Effets spéciaux : Art Cruickshank, Danny Lee, Eustace Lycett
- Musique : Buddy Baker
  - Orchestration : Walter Sheets
  - Montage : Evelyn Kennedy
  - Chansons : Shane Tatum et Ed Scott (Livin' One Day at a Time)
- Producteur : Bill Anderson
- Société de production : Walt Disney Productions
- Distribution : Buena Vista Distribution
- Langue : anglais
- Durée : 93 minutes
- Dates de sortie : États-Unis : 23 mars 1973

Sauf mention contraire, les informations proviennent des sources suivantes : Leonard Maltin, Mark Arnold, IMDb

## Distribution
- Fred MacMurray : Charley Appleby
- Harry Morgan : The Angel (Roy Zerney)
- Cloris Leachman : Nettie Appleby
- Kathleen Cody : Leonora Appleby
- Scott Kolden : Rupert Appleby
- Vincent Van Patten : Willie Appleby
- Kurt Russell : Ray Ferris
- George Lindsey : Pete
- Edward Andrews : Ernie
- Mills Watson : Frankie Zuto
- Richard Bakalyan : Buggs
- Barbara Nichols : Sadie
- Kelly Thordson : Policeman
- Liam Dunn : Dr. Sprague
- Larry D. Mann : Felix
- George O'Hanlon : Police Chief
- Ed Begley Jr. : Derwood Moseby

Source : Leonard Maltin, Dave Smith, Mark Arnold et IMDb

## Sorties cinéma
Sauf mention contraire, les informations suivantes sont issues de l'Internet Movie Database.
- États-Unis : 23 mars 1973, 27 juin 1973 (New York)
- Royaume-Uni : 26 juillet 1974

## Origine et production
C'est le dernier film des sept films de Fred MacMurray pour Disney après 12 ans dans la série Mes trois fils et avant-dernier de sa carrière,, le dernier étant L'Inévitable Catastrophe (1978) au titre douteux selon Mark Arnold.
Le compositeur Buddy Baker a intégré plusieurs chansons à succès des années 1930 dont Three Little Words, You're Driving Me Crazy et Livin' One Day at a Time écrite par Shane Tatum et Ed Scott. La chanson Hello! Ma Baby utilisée à chaque apparition de l'ange est aussi présente dans le court métrage One Froggy Evening et chantée par le personnage Michigan J. Frog.
Afin de renforcer l'atmosphère de cette période, les décorateurs ont trouvé une rue résidentielle calme dans Pasadena en Californie avec des bungalows aux petites fenêtres. Ils ont ensuite caché quelques antennes de télévision, ajouté des voitures anciennes et habillé les figurants de costume d'époque.

## Sortie et accueil
Le film a été diffusé dans l'émission The Wonderful World of Disney le 16 octobre 1977 sur NBC,. Le film a été édité en vidéo en 1986.
Cloris Leachman a été sélectionnée pour le Golden Globe de la meilleure actrice.

## Analyse
Pour Mark Arnold, Charley et l'Ange est un petit film agréable un peu différent des productions de l'époque en raison de l'action se déroulant dans les années 1930 et aussi à cause de son sujet, la mort. Arnold ajoute que, bien qu'aucune remarque à ce sujet n'ait été émise à l'époque, la différence d'âge entre Fred MacMurray et Cloris Leachman, mari et femme dans le film, est assez significative.